# Kiefer Racing
Kiefer Racing, från 2015 Leopard Racing är ett tyskt roadracingstall som sedan 2003 tävlar i världsmästerskapen i Grand Prix Roadracing. Kiefer Racing har deltagit i klasserna 125GP, Moto2 och Moto3. Största framgångarna är Stefan Bradls VM-titel i Moto2 säsongen 2011 och Danny Kents i Moto3 säsongen 2015. Ägare till teamet är bröderna Stefan och Jochen Kiefer.